# Större kubakarakara
Större kubakarakara (Milvago carbo) är en förhistorisk utdöd fågel i familjen falkar inom ordningen falkfåglar. Fågeln beskrevs 2003 utifrån subfossila lämningar funna på Kuba. Den var mycket större än andra arter i släktet, både levande och utdöda.